# Mini-VGA

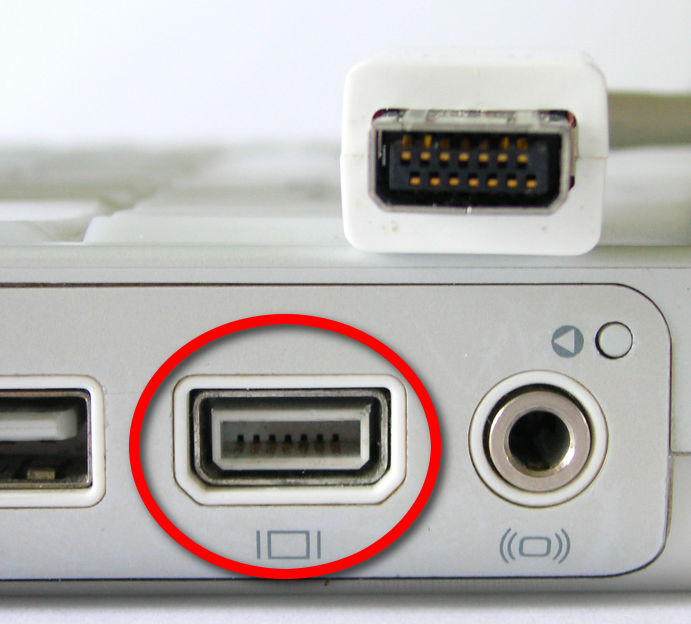
Mini-connector VGA en un iBook

El connector mini-VGA   s'utilitza en equips portàtils i altres sistemes en lloc de connector VGA estàndard. A més de la seva mida compacta, el port mini-VGA també permet un senyal Composite i S-Video, a més del senyal de VGA amb el EDID (Extended Display Identification Data  ).
Avui en dia, el connector mini-DVI ha substituït el mini-VGA en la majoria de les màquines noves. Es troba principalment en els portàtils de la marca Apple (iBook i iMac), però també en alguns fabricats per Sony.

## Especificacions

Connector:Numeració de Pins:

| Pin | Mode VGA       | Mode TV           |
| --- | -------------- | ----------------- |
| 1   | Massa          | Massa             |
| 2   | VSync          | N.C.              |
| 3   | HSync          | N.C.              |
| 4   | Retorn Roig    | Massa             |
| 5   | Video Roig     | S-Video (C)       |
| 6   | Retorn Verd    | Massa             |
| 7   | Video Verd     | S-Video (Y)       |
| 8   | +5 V           | +5 V              |
| 9   | Video Blau     | Vídeo Compost     |
| 10  | Dades DDC      | Dades DDC         |
| 11  | Rellotge DDC   | Rellotge DDC      |
| 12  | Massa          | Massa             |
| 13  | Detectar cable | Detecció de Cable |
| 14  | Retorn Blau    | Massa             |